# Incidentul militar de frontieră din Maramureș din 3 iulie 1940
Incidentul militar de frontieră din Maramureș din 3 iulie 1940 a reprezentat o violare de frontieră a Regatului României petrecută în județului interbelic Maramureș, de către o coloană militară  sovietică. Aceasta a înaintat 20 de km spre Baia Borșa, Coloana - mecanizată, a venit dinspre Bucovina și conform lui Cicerone Ionițoiu a fost formată din tancuri.
Incidentul a survenit ca urmare a tendinței trupelor sovietice, de a ocupa teritorii suplimentare neprevăzute în Ultimatumul sovietic dat României în 1940 și a provocat în aceeași zi o reacție a șefului Statului Major General Român. Acesta a cerut generalului Aurel Aldea să solicite Comandamentului sovietic retragerea coloanei din zonă, în caz contrar trupele române fiind obligate să împiedice acțiunea considerată ofensivă, prin orice mijloace.
Ulterior, trupele ruse s-au retras, manevra în cauză având scopul aparent de a da de înțeles autorităților române că dacă vor mai opune rezistență în ceea ce privește teritoriul Herței revendicat în urma ultimatumului din 26 iunie 1940, România va fi atacată pe toată lungimea frontierei sovieto-române.